# 나주 이씨
나주 이씨(羅州李氏)는 전라남도 나주시를 본관으로 하는 한국의 성씨이다. 시조는 조선에서 가선대부(嘉善大夫)를 지내고 나주로 낙향해 거주한 이철우(李哲祐)이다.

## 참고 자료
- “나주이씨(羅州李氏)”. 뿌리를 찾아서.[깨진 링크(과거 내용 찾기)]